# Aucula tricuspis
Aucula tricuspis là một loài bướm đêm trong họ Noctuidae.